# Isabel de Iorque
Isabel de Iorque (em inglês:  Elizabeth; Londres, 11 de fevereiro de 1466 – Londres, 11 de fevereiro de 1503), foi a esposa do rei Henrique VII e rainha consorte do Reino da Inglaterra de 1486 até sua morte. Além de esposa de um rei, Isabel também era filha do rei Eduardo IV, irmã de Eduardo V, sobrinha de Ricardo III, mãe de Henrique VIII e avó de Eduardo VI, Maria I, Isabel I, Jaime V e bisavó de Maria da Escócia.

## Biografia
Isabel nasceu em Westminster, como filha primogénita do casal real. Os pais de Isabel haviam se casado secretamente em Grafton Manor, logo após a ascensão de seu pai ao trono. Sua mãe, Isabel Woodville, era filha de Sir Ricardo Woodville, e Jacquetta de Luxemburgo, a viúva de João, Duque de Bedford (irmão de Henrique V). Eduardo IV conheceu a mãe de Isabel, a viúva de Sir João Grey, um cavaleiro de Lancaster que foi morto em St. Albans em 1461, quando ela lhe veio pedir o regresso das propriedades do marido. Eduardo queria que fosse sua amante, mas ela resistiu ao casamento. Após a morte de seu pai e a usurpação de Ricardo III, Isabel e seus irmãos, incluindo Eduardo V e Ricardo, Duque de Iorque, os chamados Príncipes na Torre, foram declarados ilegítimos pelo Ato de Tito Régio. Seus jovens irmãos desapareceram dentro da Torre de Londres em meio a rumores de que eles haviam sido assassinados, como a própria Isabel reagiu à sua morte não foi registrada, tinha na época se refugiado com sua mãe na Abadia de Westminster, Isabel Woodville apostou na sua filha mais velha para salvaguardar posição da família. Aparentemente, o primeiro noivo de Isabel foi o próprio tio, o rei Ricardo III, então casado com Ana Neville, sem interesse político e de saúde frágil. Depois da derrota de Ricardo III e do fim da Guerra das Rosas a favor de Henrique Tudor (um Lencastre, fundador da Casa de Tudor), Isabel foi prometida ao novo rei, como herdeira da Casa de Iorque. A união iria reunir as duas famílias e trazer paz à Inglaterra. Isabel "foi uma das belezas de seu tempo", com a aparência clássica da Rosa inglesa cabelos loiros, olhos azuis e pele clara  a beleza inglesa quintessencial do período. Também era aparentemente bastante atraente em seu caráter.

### Morte de Eduardo IV
Em 1483, com a morte súbita de seu pai Eduardo IV, Isabel de Iorque estava no centro da tempestade, o filho mais velho do rei Eduardo IV. Seu irmão mais novo foi declarado o novo rei Eduardo V, mas como tinha apenas 13 anos, o irmão de seu pai, Ricardo Plantageneta, foi nomeado protetor regente. Antes que Eduardo V pudesse ser coroado, Ricardo o aprisionou com seu irmão mais novo, Ricardo, na Torre de Londres. Ricardo Plantageneta assumiu a coroa inglesa como Ricardo III, e declarou o casamento de Isabel Woodville inválido, alegando que Eduardo IV havia sido prometido a outra predentende antes do casamento.
Embora Isabel de Iorque tenha sido declarada ilegítima, Ricardo III teria planos para se casar com ela. A mãe de Isabel, Isabel Woodville, e Margarida Beaufort, mãe de Henrique Tudor, um Lancastriano que afirmava ser herdeiro do trono, planejaram outro futuro para Isabel de Iorque: o casamento com Henrique Tudor quando ele derrotou Ricardo III, na batalha de Bosworth Field.

### Casamento
Henrique se tornou rei após a vitória sobre Ricardo III em Bosworth Field e a princesa foi trazida de volta a Londres. Foi coroado em Westminster em 30 de outubro, ele governou em seu próprio direito. O parlamento pediu ao rei que honrasse sua promessa de se casar com a herdeira iorquista e o casamento de Isabel de Iorque e Henrique VII foi finalmente celebrado em 18 de janeiro de 1486 na Abadia de Westminster. Como a filha mais velha do rei Eduardo IV sem irmãos sobreviventes, Isabel de Iorque tinha uma forte reivindicação ao trono em seu próprio direito, mas ela não governou como rainha reinante, o governo de uma rainha reinante não seria aceito na Inglaterra por mais sessenta-sete anos até a ascensão da neta de Isabel, Maria I.
Henrique insistiu em esperar o nascimento do primeiro filho, Artur Tudor, para coroar Isabel como rainha de Inglaterra. Isabel era alta, loira, atraente e gentil. Apesar de ser um arranjo político, o casamento foi bem sucedido e ambos os parceiros parecem ter genuinamente cuidado um com o outro. Os primeiros anos do casal juntos podem ter sido um desafio, pois Henrique teve que superar suas suspeitas sobre sua esposa Iorquista e lidar com suas relações perigosas. No entanto, ela não deixava-o em dúvida quanto à sua lealdade. Com o passar do tempo, Henrique passou claramente a amá-la, confiar e respeitar Isabel, e eles parecem ter se tornado emocionalmente próximos, sobrevive uma boa evidência de que ela o amava.
Henrique não teve amantes durante o seu casamento e após a morte de Isabel ele não se casou de novo, se tornando um pai ausente devido a falta que sentia de sua amada. Além disso, todo dia 11 de fevereiro os sinos tocavam lembrando a morte de Isabel. O rei e a rainha raramente estavam longe um do outro. Em troca de cartas, Henrique é carinhoso com Isabel e ela se refere a ele como “Senhor mais querido, meu marido”. Existem poucos registros das cartas de Isabel, porém escrevia poesias e sua felicidade era bem evidente.
Isabel era generosa com seus parentes, servos e benfeitores, gostava de música e dança . A casa da rainha era governada por Lady Margarida Beaufort. A mãe da rainha, a intrometida e compreensiva Isabel Woodville, suspeita de envolvimento em tramas iorquistas, foi fechada em um convento e tomado todos os seus pertences. O casamento de Isabel de Iorque e Henrique VII produziu sete filhos, dos quais apenas quatro sobreviveram a infância, um deles foi o futuro Henrique VIII. Isabel foi uma rainha feliz e querida na corte.

## Descendência

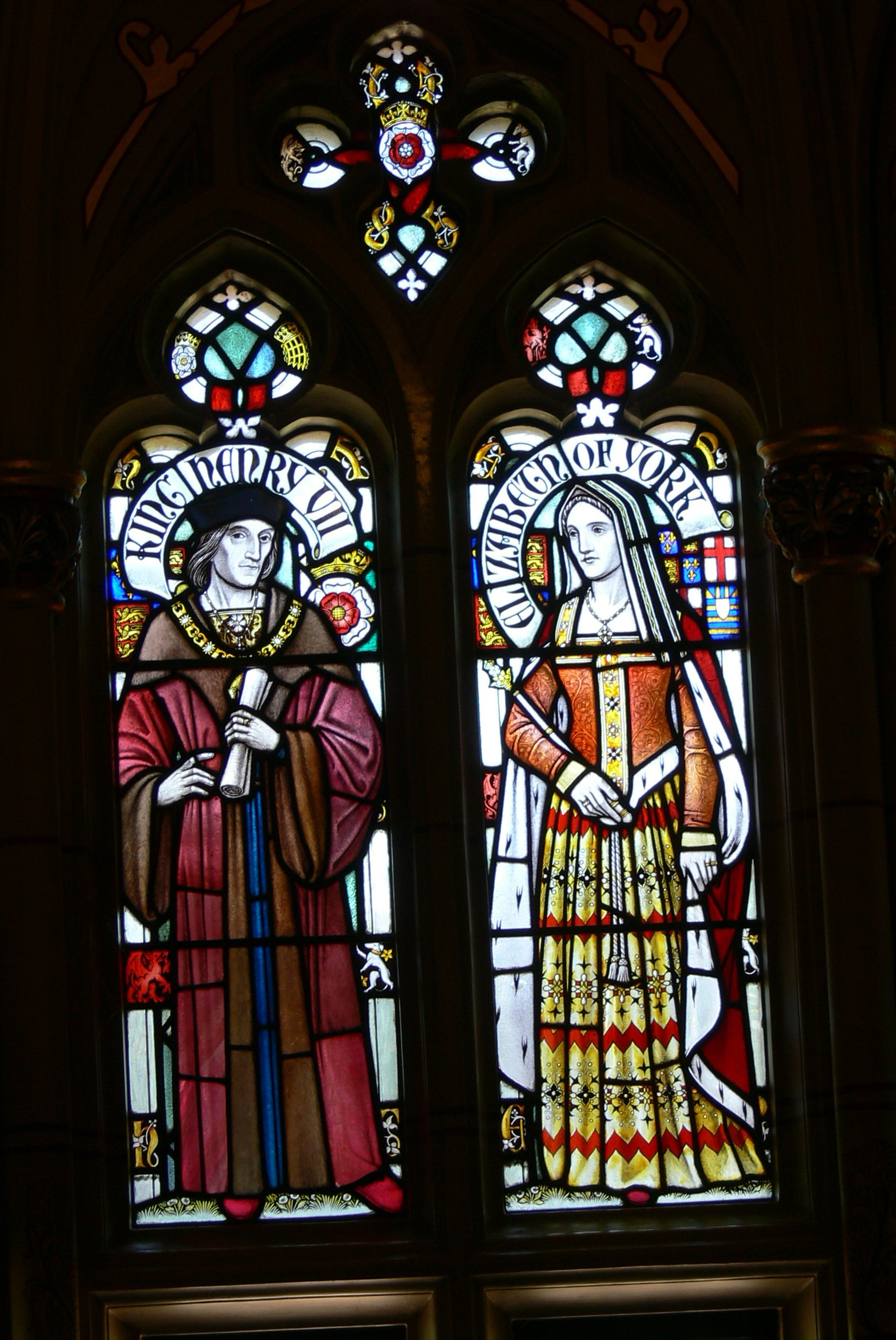
Vitral de Isabel e Henrique VII no Castelo de Cardiff.

- Artur, Príncipe de Gales (20 de setembro de 1486 - 2 de abril de 1502)
- Margarida Tudor, Rainha da Escócia (28 de novembro de 1489 - 18 de outubro de 1541)
- Henrique VIII de Inglaterra (28 de junho de 1491 - 28 de janeiro de 1547)
- Isabel Tudor (2 de julho de 1492 - 14 de setembro de 1495)
- Maria Tudor, Rainha de França (18 de março de 1496 - 25 de junho de 1533)
- Eduardo Tudor (1498 - 1499)
- Edmundo Tudor, Duque de Somerset (21 de fevereiro de 1499 - 19 de junho de 1500)
- Catarina Tudor (2 de fevereiro de 1503 - 10 de fevereiro de 1503)

## Últimos anos

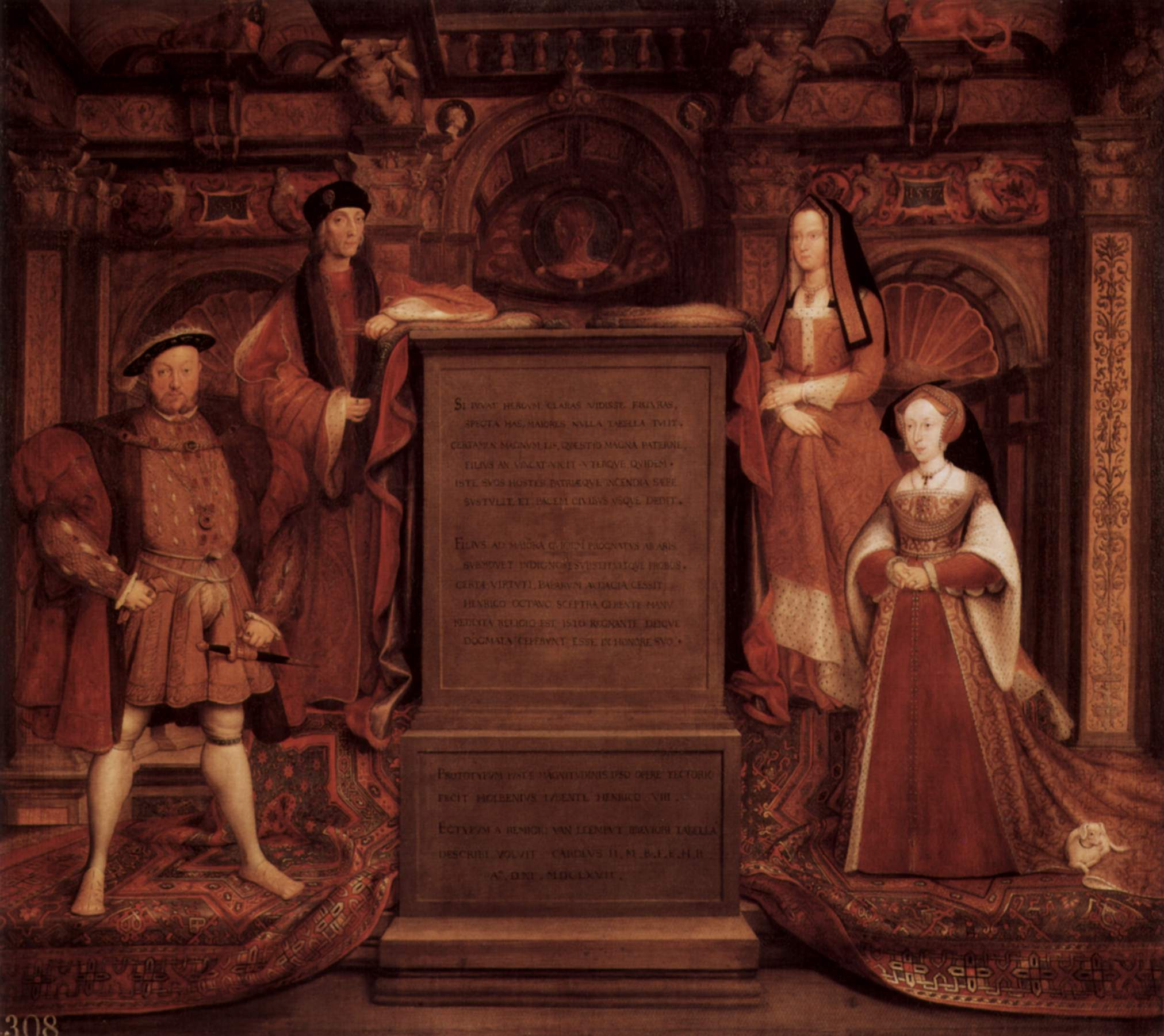
Retrato de Isabel de Iorque com seu marido, filho e nora encomendado por Carlos II em 1667.

Tanto Isabel como Henrique lamentaram profundamente a perda de seu filho mais velho e herdeiro, Artur, Príncipe de Gales, que morreu no Castelo de Ludlow, na fronteira galesa, em 2 de abril de 1502, logo após seu casamento com Catarina de Aragão. Diz-se que o príncipe morreu da doença do suor, ou da tuberculose.
Apenas um herdeiro do trono Tudor sobreviveu, o jovem Príncipe Henrique, Duque de Iorque. O casal decidiu tentar outro filho e Isabel rapidamente ficou grávida. A criança, uma menina chamada Catarina, nasceu em 2 de fevereiro de 1503, na Torre de Londres e morreu no mesmo dia. Tragicamente, Isabel de Iorque morreu nove dias depois do parto, morrendo de uma infecção pós-gravidez no seu 37º aniversário. Isabel foi enterrada na Abadia de Westminster. Sua magnífica efígie do escultor renascentista Pietro Torrigiano, fica ao lado da do marido.

## Na cultura popular
De acordo com o folclore, na cantiga Sing a Song of Sixpence, a frase The queen was in the parlour se refere a Isabel.
Com a união da Casa de Iorque, representada pela rosa branca, e a Casa de Lencastre, representada pela rosa vermelha, da qual Henrique fazia parte, foi criada a Rosa de Tudor, um emblema heráldico.

### Filmes e Séries
- Interpretada por Kate Steavenson-Payne no filme Ricardo III, baseado na peça Richard III de William Shakespeare;
- Retratada por Norma West na minissérie da BBC The Shadow of the Tower em 1972;
- No documentário Henry VIII: The Mind of a Tyrant de 2009 do Channel 4, é representada por Caroline Sheem;
- Mais recentemente, o papel de Isabel foi interpretado por Freya Mavor na série da BBC de 2013, The White Queen, que é baseada nas séries de livros The Cousins' War, de Philippa Gregory;
- No seriado The White Princess, que também é baseado na obra de Philippa Gregory e dá continuidade à minissérie The White Queen, Isabel é interpretada pela atriz Jodie Comer;

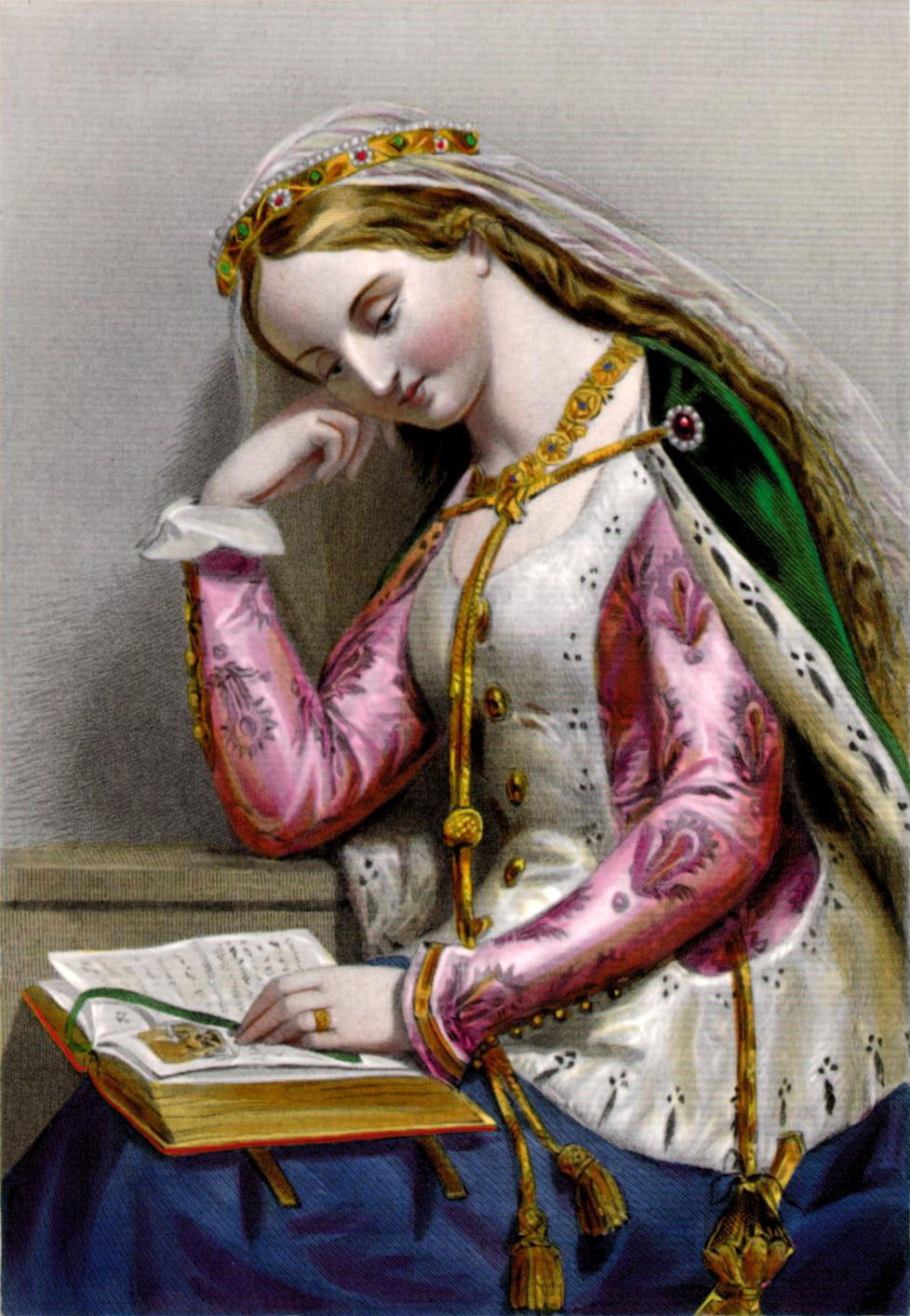
Isabel representada no livro Biographical Sketches of the Queens of England, from the Norman Conquest to the Reign of Victoria or Royal Book of Beauty, de Mary Howitt.

### Livros
- Aparece em quatro livros de Philippa Gregory: The White Princess, A Rainha Branca, The Red Queen e A Princesa Leal. Nos livros é profundamente apaixonada por seu tio Ricardo, esperando se casar com ele. Porém, ao se casar com Henrique Tudor, passa a amá-lo.
- Isabel faz parte do tema da obra Plantagenet Princess de  Hilda Brookman Stanier, de 1981;
- Está em The Tudor Rose por Margaret Campbell Barnes de 1953;
- The Dragon and the Rose por Roberta Gellis;
- The King's Daughter da autora Sandra Worth;
- To Hold the Crown: The Story of Henry VII and Elizabeth of York escrito por Eleanor Burford;
- The King's Grace por  Anne Easter Smith;
- Em The Sunne in Splendour de Sharon Kay Penman, ela ama seu tio Ricardo, e tem falsas esperanças de se casar com ele;
- O livro Queen's Ransom de Anne Powers, é escrito de acordo com o ponto de vista de cada rainha da época da Guerra das Rosas. Isabel aparece no relato de sua mãe, Isabel Woodville e no de Ana Neville, assim como no seu próprio;